# Eliot Fisk
Eliot Fisk (* 10. August 1954 in Philadelphia, Pennsylvania) ist ein US-amerikanischer Gitarrist der klassischen Musik.

## Leben
Fisk besuchte die Yale University, wo er unter den Cembalisten Ralph Kirkpatrick und Albert Fuller (1926–2007) studierte. 1974 traf er den legendären Gitarristen Andrés Segovia, als dessen letzter Schüler er gilt, und nahm für mehrere Jahre gelegentlich privaten Unterricht bei ihm. Zu Fisk befragt, antwortete Segovia: "Einer der brillantesten, intelligentesten und begabtesten Gitarristen unserer Zeit." 1976 schloss er sein Studium summa cum laude ab. Direkt nach seinem Abschluss wurde er damit beauftragt, eine Abteilung für das Fach Gitarre in Yale zu gründen.
Im November 1982 übernahm Professor Fisk die Gitarrenklasse an der Kölner Musikhochschule.
Seit 1989 übt Fisk eine Professur am Mozarteum in Salzburg aus, wo er in fünf Sprachen unterrichtet. Ebenfalls ist er seit 1996 Lehrer am New England Conservatory in Boston. Ferner gibt er Meisterklassen, einschließlich 1st Grenada (1998), 2nd Grenada (1999) und 3rd Grenada (2000). Fisk gibt Unterricht für Menschen, die sich solch einen Zugang sonst nicht beschaffen könnten, beispielsweise in Gefängnissen, Altenheimen und Kirchen.
Besonders zu erwähnen sind seine Transkriptionen von Paganinis 24 Capricen sowie Konzerte von J.S. Bach für die Gitarre. Zusätzlich zu seinen Soloauftritten trat Fisk in Duetten mit bekannten Musikern wie der Flötistin Paula Robison, dem Violinisten Ruggiero Ricci sowie dem Gitarristen Joe Pass auf.
Eliot Fisk hält die Urheberrechte an Segovias Stücken, die ihm von Segovias Witwe Emilia Segovia verliehen wurden.
Fisk ist verheiratet und lebt mit Frau Zaira und Tochter Raquel in Salzburg und Boston.

## Preise und Auszeichnungen
- Fisk ist unter anderem Gewinner der International Guitar Competition 1980.
- Am 10. Juni 2006 erhielt er den Orden de Isabel la Católica, die höchste Auszeichnung Spaniens, für die Verdienste um die Musik des Landes.

## Ausgewählte Aufnahmen
- Guitar Music of Mario Castelnuovo-Tedesco with Czech Philharmonic Orchestra

Richard Kapp, Conductor · The Shanghai String Quartet · Musical Heritage Society
- J.S. Bach The Six Sonatas for Violin and Harpsichord

BWV 1014 - 1019 · Transcribed by Eliot Fisk for Violin, Guitar, and Cello · Benjamin Hudson, violin · Eliot Fisk, guitar · Gyorgy Vognar, violoncello · GOOD International
- Mountain Songs with flutist Paula Robison

Robert Beaser's Cycle of American Folk Music · MusicMasters 67038-2
- The Artistry of Eliot Fisk

Two-disc sampling of previous recordings (various composers) · Musical Heritage Society
- Vivaldi Concerto in D Major for Lute, RV. 93, Largo

- J.S. Bach The Sonatas & Partitas for Solo Violin

Two disc set: BWV 1001 - 1006 · MusicMasters
- Canciones Latinas with Paula Robison, flute

Works by Villa-Lobos, Ponce, Peramo, Casals, Piazzolla, Ginastera and Ovalle plus traditional folk melodies of Latin America · MusicMasters 67193-2
- Segovia Canciones Populares

Premiere recording of original compositions and arrangements by Andres Segovia · MusicMasters 67174-2
- J. S. Bach Trio Sonatas with Albert Fuller, Harpsichord

The 6 Trio Sonatas BWV 525-530 transcribed for guitar and harpsichord · MusicMasters 67182-2
- Paganini 24 Caprices

24 Violin Caprices transcribed for solo guitar · MusicMasters 67092-2
- Bell'Italia: Four Centuries of Italian Music

Scarlatti, Frescobaldi, Locatelli, Fiorillo and others
- Scarlatti Sonata in A Major (originally in F Major), K. 274, Andante

MusicMasters 67079-2
- Scarlatti 18 Sonatas

Harpsichord sonatas arranged for solo guitar by Eliot Fisk · VGo Recordings VG 1003
- Für Eliot

Scarlatti, Martin, Ponce, Paganini, Relly Raffman · GSP 1008
- The Best of Eliot Fisk

Paganini, Sagreras, Barrios-Mangoré, D. Scarlatti, Vivaldi, Mozart, J. S. Bach, Rochberg, Beaser and others· MusicMasters 67151-2
- Sequenza!

Berio, D. Scarlatti, Paganini, Mendelssohn, Beethoven &middot MusicMasters 67150-2
- George Rochberg Caprice Variations

50 Variations on Paganini's 24th Caprice · MusicMasters 67133-2
- Vivaldi Concerti

Vivaldi Concerti and Other Works with the Orchestra of St. Luke's · MusicMasters 67097-2
- Eliot Fisk Plays Guitar Fantasies

Mozart, Couperin, Sor, Poulenc, Weiss, Dowland, J. S. Bach and others · MusicMasters 67008-2
- The Latin American Guitar

Ponce, Sagreras, Sojo, Lauro and Barrios-Mangoré · MusicMasters 67127-2
- Eliot Fisk Performs Works by Baroque Composers

J. S. Bach, Frescobaldi, Scarlatti · MusicMasters 67130-2
- Virtuoso Guitar

J. S. Bach, Scarlatti, Froberger · MusicMasters 67128-2
- The Classical Guitar

Mozart, Haydn, Paganini, Soler · MusicMasters 60034-2
- Two American Virtuosi with Carol Wincenc, flute

Giuliani, Gossec, Ravel, Milhaud, Godard, Poulenc and Bartók · MusicMasters 60059-2
- Latin American Guitar Music

Ponce, Barrios-Mangore and others · Angel Records 47760-2
- Eliot Fisk Plays Villa-Lobos, Sojo, Morel, Barrios-Mangoré

EMI Classics 14 6757-1
- Eliot Fisk

Dowland, Philips, Howett, Holborne, Britten and Others · EMI Classics 27 0217-1
- The Spanish Guitar

Granados, de Falla, Turina · EMI Classics 27 0216-1